# Adelaide Pandiani-Maraini
Adelaide Pandiani-Maraini (Milaan, 30 juni 1836 - Rome, 24 maart 1917) was een Italiaans-Zwitserse beeldhouwster.

## Biografie
Adelaide Pandiani-Maraini was een dochter van Giovanni Pandiani, ook een beeldhouwer, en van Marianna De Gasperis. Ze werd geboren in een beeldhouwersfamilie en leerde het vak in het atelier van haar vader. In 1862 huwde ze Clemente Maraini en werd ze Zwitserse. Na haar huwelijk verliet ze Milaan en vestigde ze zich in Rome, waar ze omging in de meest levendige culturele kringen en ze onder meer de schrijver Carlo Dossi leerde kennen. Pandiani-Maraini was een van de eerste vrouwelijke beeldhouwers in het kanton Ticino en hield nauwe banden met Lugano en de culturele middens in het kanton. Ze stelde haar werken tentoon op verschillende nationale en internationale tentoonstellingen. Daar viel haar werk op vanwege diens elegante modellering (Te Precor, 1880-1883) maar ook vanwege de invloed van de romantiek en de laat-Boheemse beweging van de scapigliatura (Saffo, 1882-1884).

## Galerij

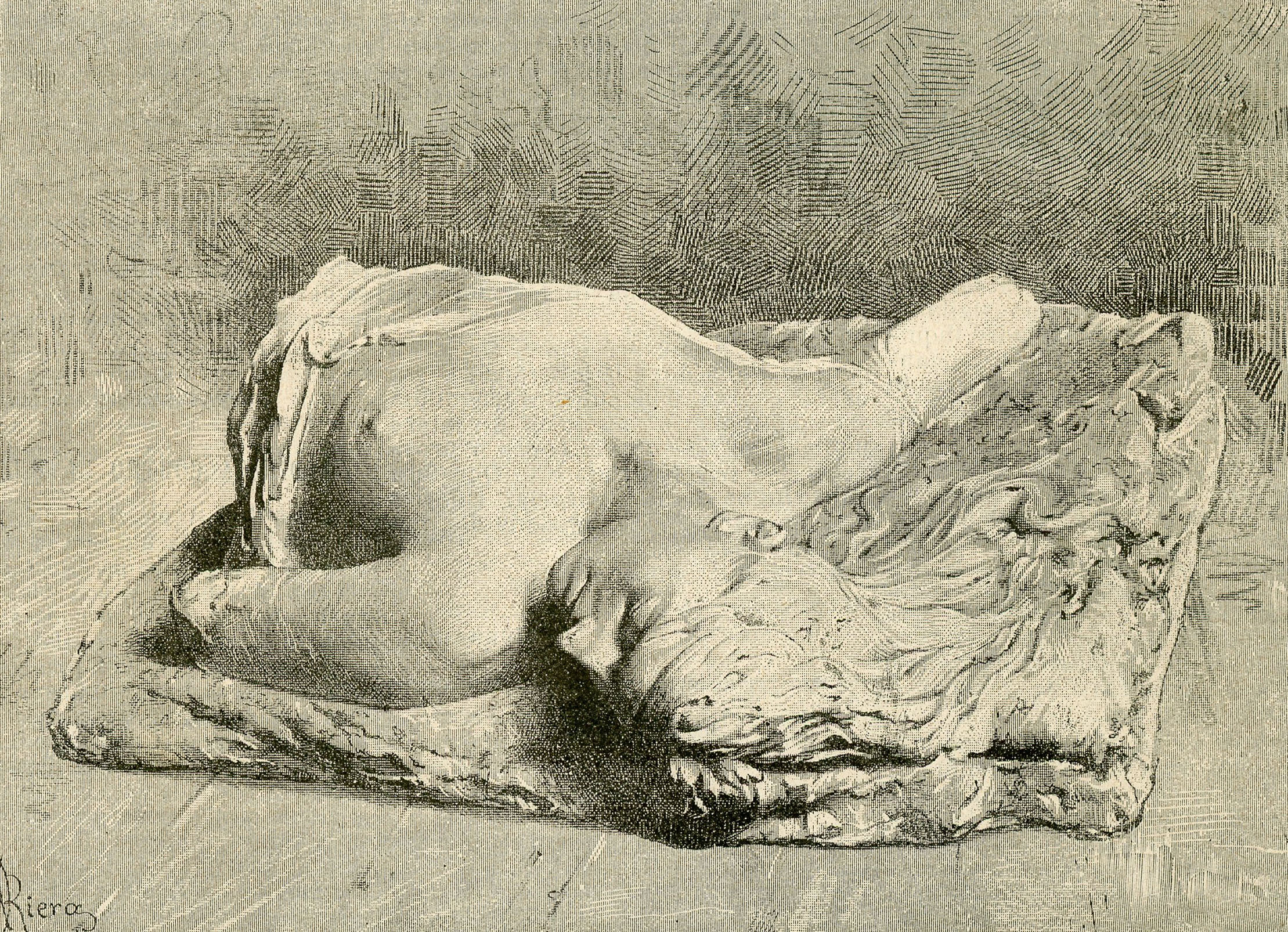
1884
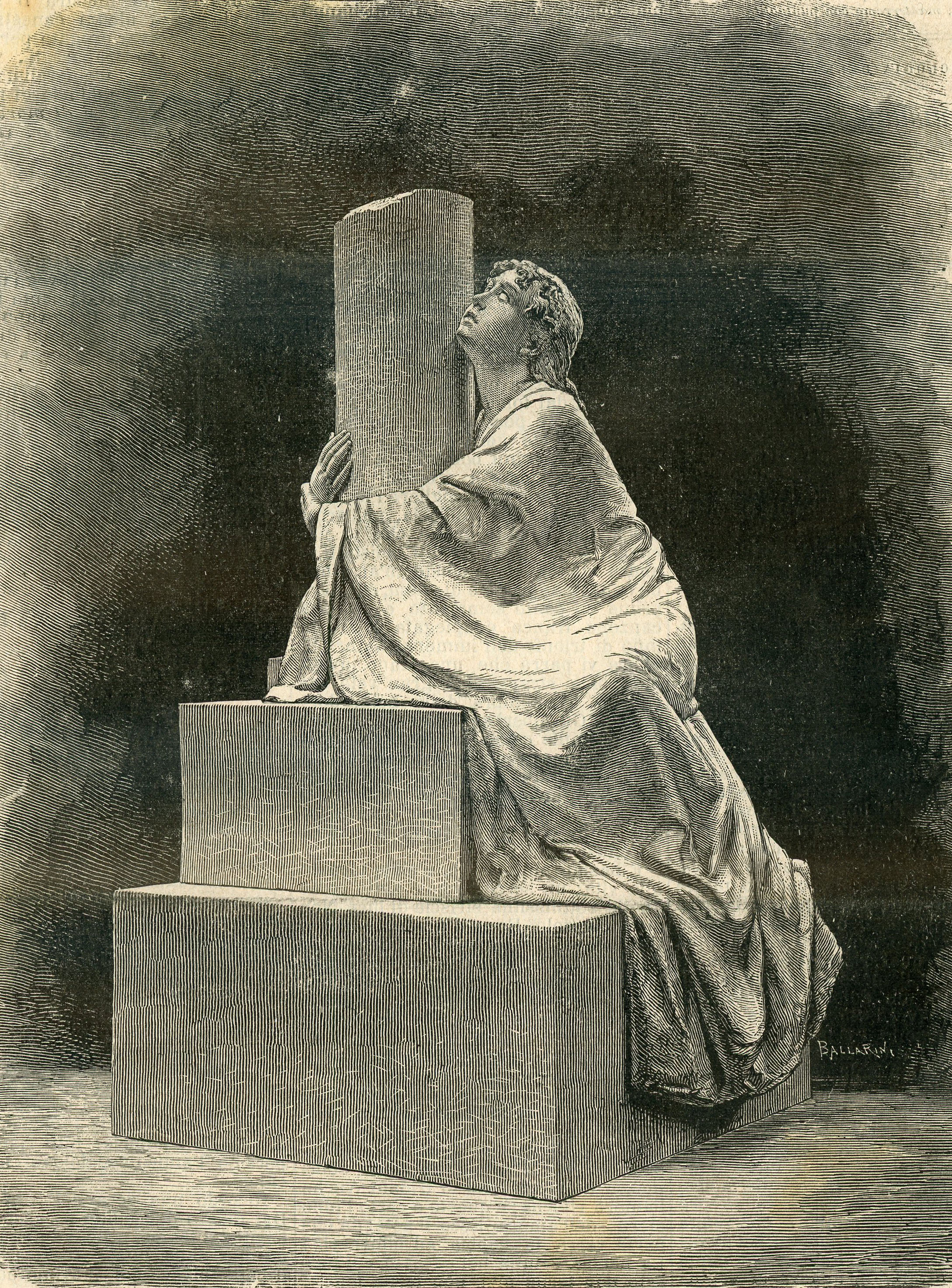
1884
ca. 1890